# 金山明子
金山 明子（かなやま あきこ、1976年6月17日 - ）は、JRT四国放送の元女性アナウンサー。
徳島県吉野川市出身。鳴門教育大学学校教育学部卒業。1999年JRTに入社。

## 担当番組
- おはようとくしま（木曜担当）
- JRTビデオ広場（以上、テレビ）
- 四国クローバーネット・｢おやつドキッ!｣
- 金山明子のDASH!
- SUNNY SIDE CONNECTION（以上、ラジオ）

## 過去に担当した番組
- 530フォーカス徳島
- フォーカス徳島
- 土曜はナイショ（以上、テレビ）
- J-road（ラジオ）